# Frans Pourbus der Jüngere

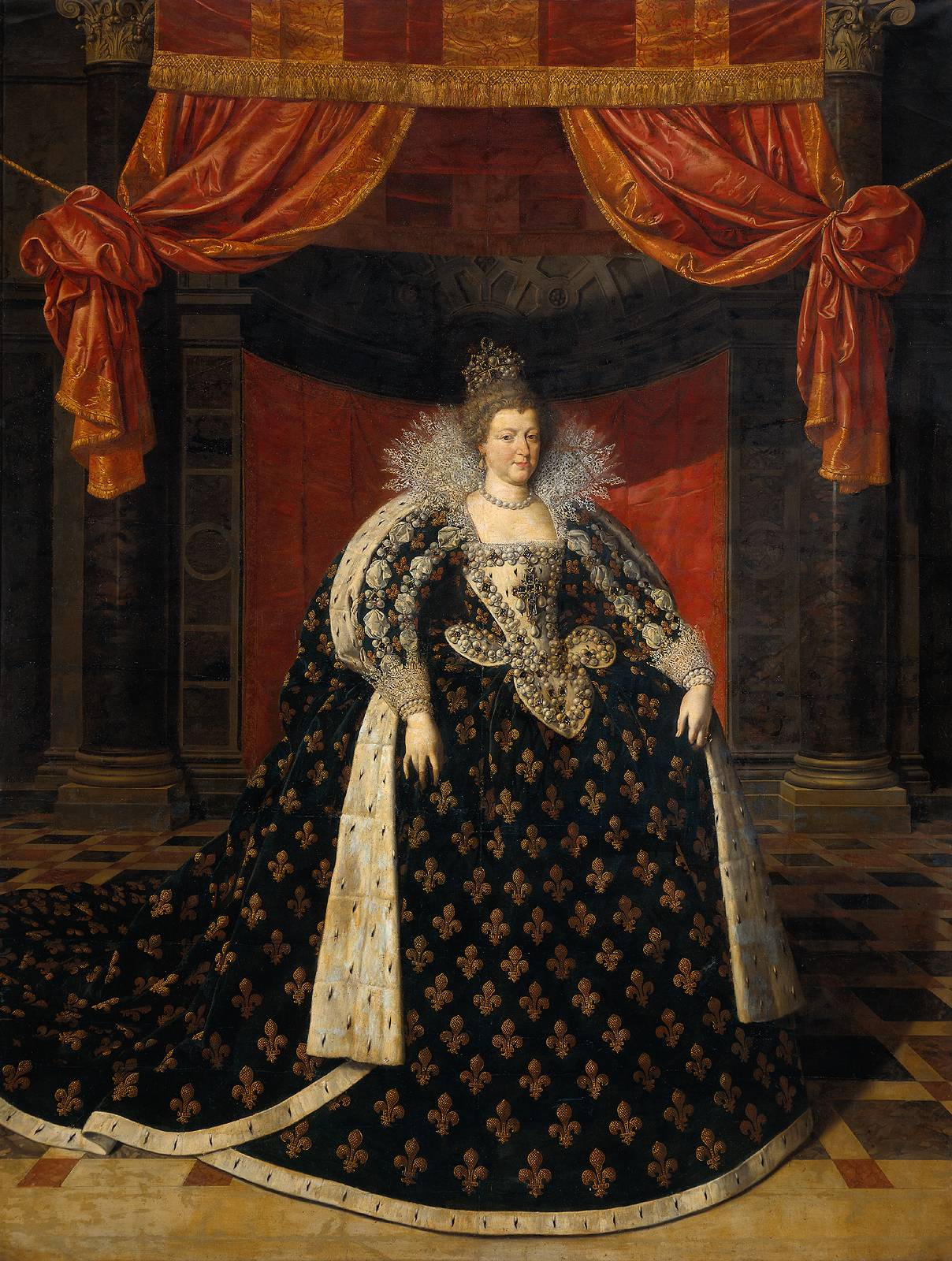
Maria de’ Medici (um 1610)

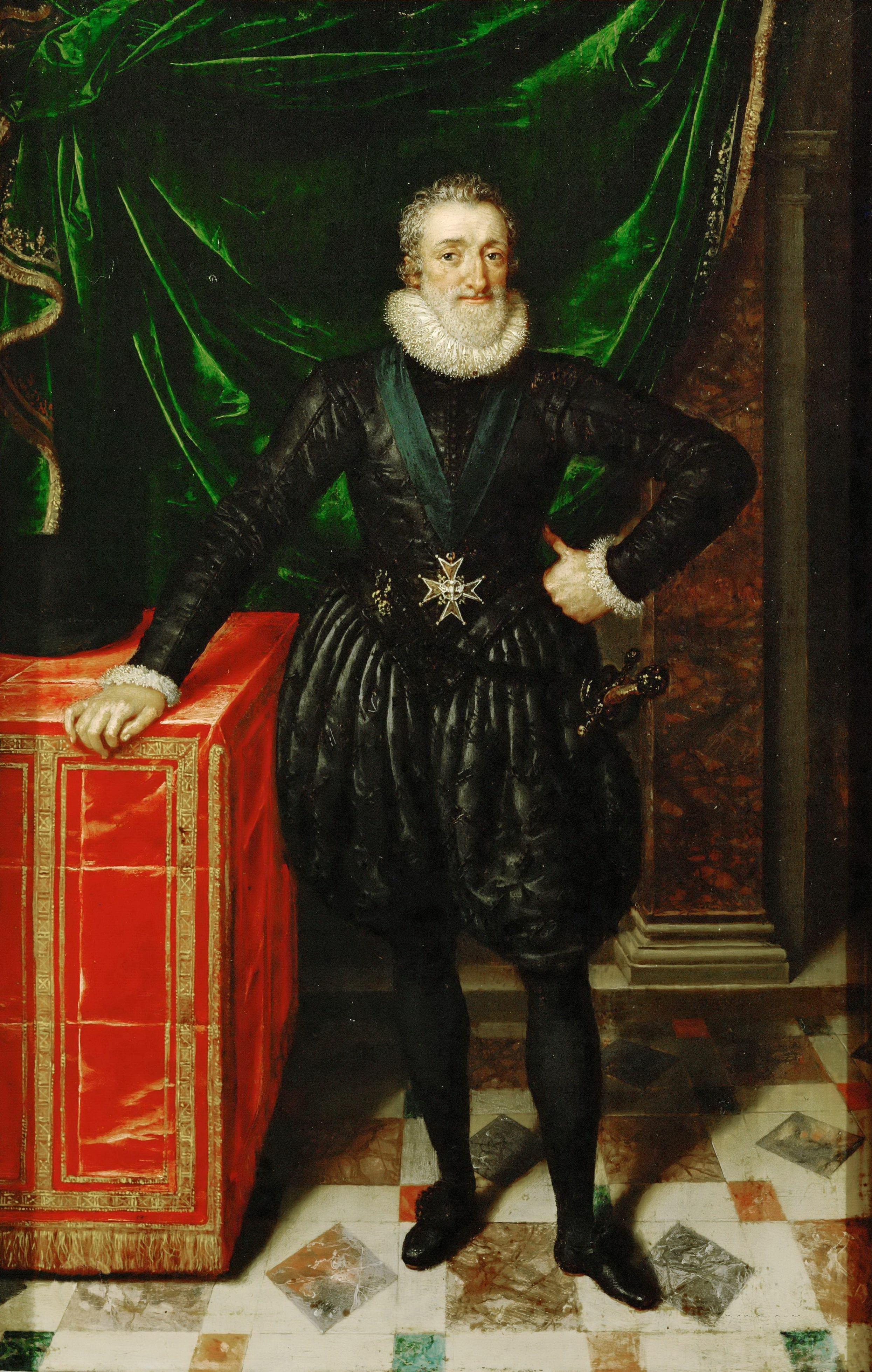
Heinrich IV. (1610)

Frans Pourbus (der Jüngere), auch: Purbis (I), Porbus (Frkr.) (* 1569 in Antwerpen; † vor 19. Februar 1622 in Paris) war ein flämischer Maler. In seinem Œuvre finden sich überwiegend Porträts auch als Miniaturen.

## Leben und Wirken
Pourbus war der Sohn des Malers Frans Pourbus (der Ältere). Seinen ersten künstlerischen Unterricht bekam er bei seinem Vater. Nach dem Tod seines Vaters 1581 erbte er am Donnerstag, den 17. September 1581 dessen Zeichnungen und sein Großvater, der Maler Pieter Pourbus wurde sein Vormund. 1588 beerbte er seine Großeltern. Ein Jahr später 1586 beschäftigte ihn die Restaurierung von Bernard van Orleys Flügelaltar in Notre Dame in Brügge. Mit 21 Jahren wurde er 1591 in die Lukasgilde aufgenommen. 1592 war Fernande Liggeren sein Schüler. Vor 1600 stand er im Dienst des Brüsseler Hofes. Auch führte er für die Brüsseler Statthalter ein Gemälde aus.
Später ging er nach Italien, wo er seit 1600 Hofmaler des Herzogs von Mantua wurde. Nach seiner Zeit in Mantua, lebte er in Innsbruck, Neapel, 1606 in Paris und Turin. Maria de’ Medici berief ihn 1609 als Hofmaler nach Paris. 1610 ließ er sich in Paris nieder, wo er unter den Königen Heinrich IV. und Ludwig XIII. ein viel beschäftigter Künstler und in seiner Epoche zum bekanntesten Hofmaler wurde. Fortan nannte er sich François Pourbus le Jeune. Im Alter von rund 50 Jahren starb der Maler Frans Pourbus (der Jüngere) 1622 in Paris. Er wurde am Samstag, den 19. Februar 1622 beerdigt.
Um 1600 fertigt Johann Wierix (* 1549; † um 1618) Stiche nach seinen Werken an.

## Signatur
Ein Herrenporträt aus dem Jahr 1591 trägt die Bezeichnung: F.Pourbus fil. Fr. fecit: An°Dni 1591, ein weiteres  Brustbild desselben Jahres, das einen Maler mit Palette und Pinseln darstellt, hat er mit Schnörkeln signiert: francisco pourbus Fecit 1591.

## Stil
Seine Porträts für den Hof in Brüssel waren von dem Hofmaler Juan Pantoja de la Cruz aus Spanien beeinflusst.
In seinem gesamten Werk ist der italienische Einfluss spürbar.

## Werke (Auswahl)
- 1591 Porträt eines Ehepaars, Herrenporträt: bez. F.Pourbus fil. Fr. fecit: An°Dni 1591. Pommersfelden, 1867 versteigert. Einfluss von Pieter Pourbus sichtbar.
- Künstlerporträt, 1933: Uffizien in Florenz.
- Ein Abendmahl
- Franz von Assisi
- Heinrich IV.
- Maria von Medici
- Bildnis der Prinzessin Eleonora von Mantua als Kind, Galleria Palatina im Palazzo Pitti, Florenz